# Charlie Cunningham

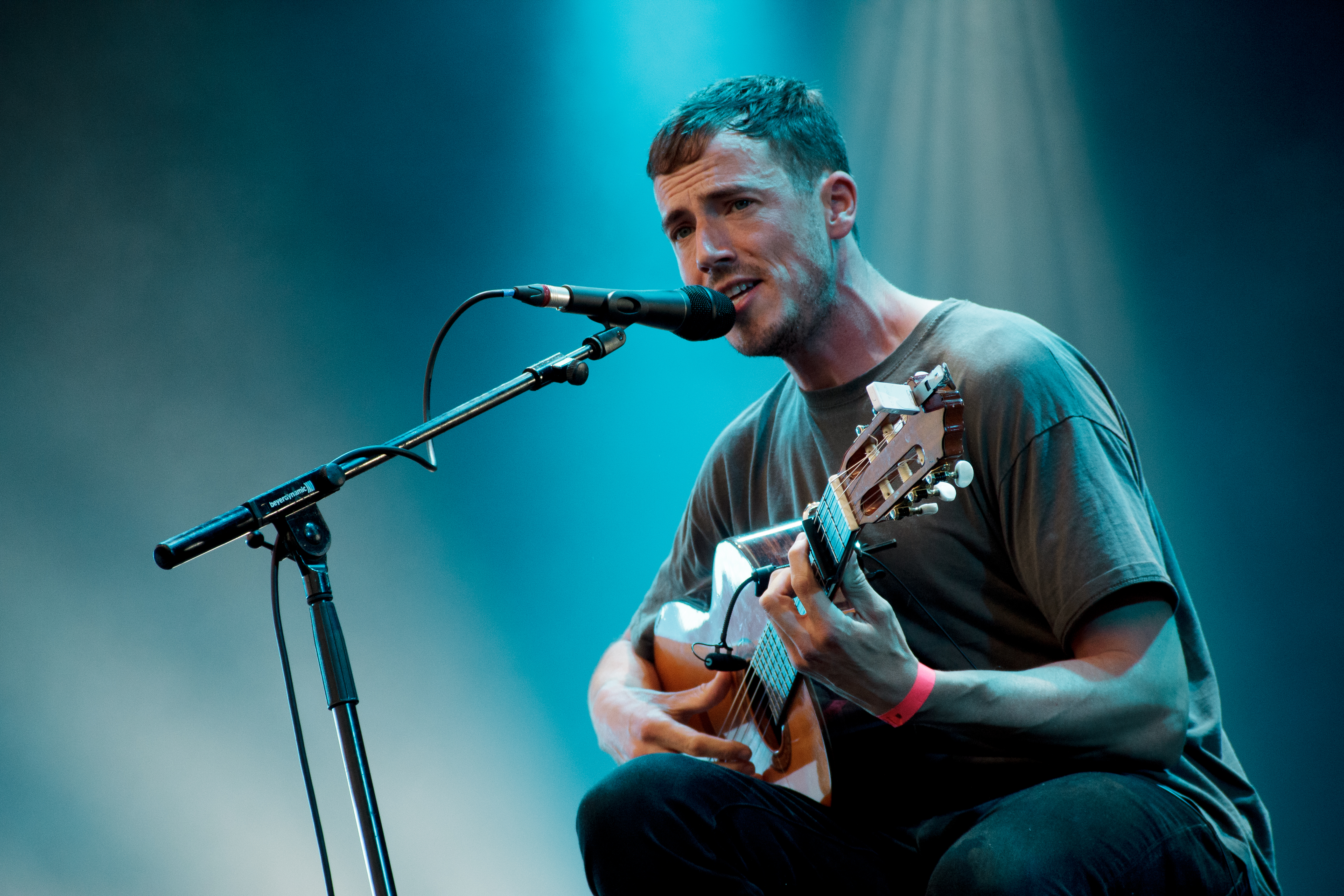
Charlie Cunningham (2019)

Charlie Cunningham (* 1984 in London) ist ein britischer Singer-Songwriter und Gitarrist.

## Leben
Charlie Cunningham wuchs in Bedfordshire auf und sammelte erste musikalische Erfahrungen in Punk-, Indie- und Hardcore-Bands. Zu Beginn vor allem von experimentellen Bands wie Mogwai und Sigur Rós beeinflusst, zog er nach dem College nach Spanien, wo er in einem Hostel in Sevilla jobbte und in dieser Zeit das Flamenco-spielen erlernte.
Zurück in England ließ er sich in Oxford nieder und begann die Pubs und Bars seiner Umgebung zu bespielen. Er spielte solo auf akustischer Gitarre und veröffentlichte 2013 seine erste EP Outside Things, der 2015 Breather folgte. Unter anderem spielte er im Vorprogramm von Rodriguez in der Royal Albert Hall, auf dem End of the Road Festival 2015 sowie auf dem Montreal Jazz Festival.
Er wurde 2016 vom schwedischen Label Dumont Dumont unter Vertrag genommen. Dort erschien 2016 seine dritte EP Heights. 2017 folgte sein Debütalbum Lines. Dieses gewann den Preis „Album des Jahres“ bei den Pop Awards 2018, die vom britischen Pop Magazine vergeben wurden. Das Label veröffentlichte 2019 außerdem eine Kompilation seiner EPs.
2019 folgte sein zweites Album Permanent Way auf dem Label BMG.

## Diskografie

### Studioalben
- 2017: Lines (Dumont Dumont)
- 2019: Permanent Way (BMG)
- 2023: Frame (BMG)
- 2025: In Light (Humming/Membran)

### EPs
- 2014: Outside Things EP (Outset Recordings)
- 2015: Breather EP (Kissabilty)
- 2016: Heights EP (Dumont Dumont)
- 2020: Pieces EP (Infectious Music)

### Kompilationen
- 2019: EPs 2014–2019 (Dumont Dumont)